# Klein-Welzheim
Klein-Welzheim (im Hessischen Klaa Welzem) ist ein Stadtteil der  Stadt Seligenstadt am Main im südhessischen Kreis Offenbach.

## Geschichte

### Mittelalter
| In erhaltenen Urkunden wurde Klein-Welzheim unter den folgenden Namen erwähnt (Jahr der Erwähnung): |                 |
| Ortsname                                                                                            | Jahr            |
| Walinesheim                                                                                         | 772             |
| Walenensheim                                                                                        | 782             |
| Walinesheim                                                                                         | 788             |
| Uualihinesheim                                                                                      | um 1000         |
| Welengesheym                                                                                        | um 1290         |
| Wellinshem                                                                                          | 1292            |
| Welnsheim                                                                                           | um 1400         |
| Welnsheim off der siten by Selgenstat gelegen                                                       | 1440            |
| Welnszhem nostri litoris                                                                            | 1495            |
| Welnsheym                                                                                           | 15. Jahrhundert |
| Welßheim                                                                                            | 1544            |

Die älteste erhaltene Erwähnung von „Welzheim“ findet sich für 772 in einer Schenkungsurkunde des Klosters Lorsch.  Der Ort hieß damals „Walinesheim“ (nach dem fränkischen Maingaugrafen Walah). Im Mittelalter wurde noch nicht zwischen Klein- und Großwelzheim unterschieden. Eine weitere Schenkung datiert von 786. Während der Regierungszeit Karls des Großen kamen zahlreiche weitere Schenkungen dazu. Später kam das Kloster Seligenstadt zu ausgedehntem Grundbesitz in Klein-Welzheim.
Der Ort gehörte zum Kurfürstentum Mainz.

### Frühe Neuzeit

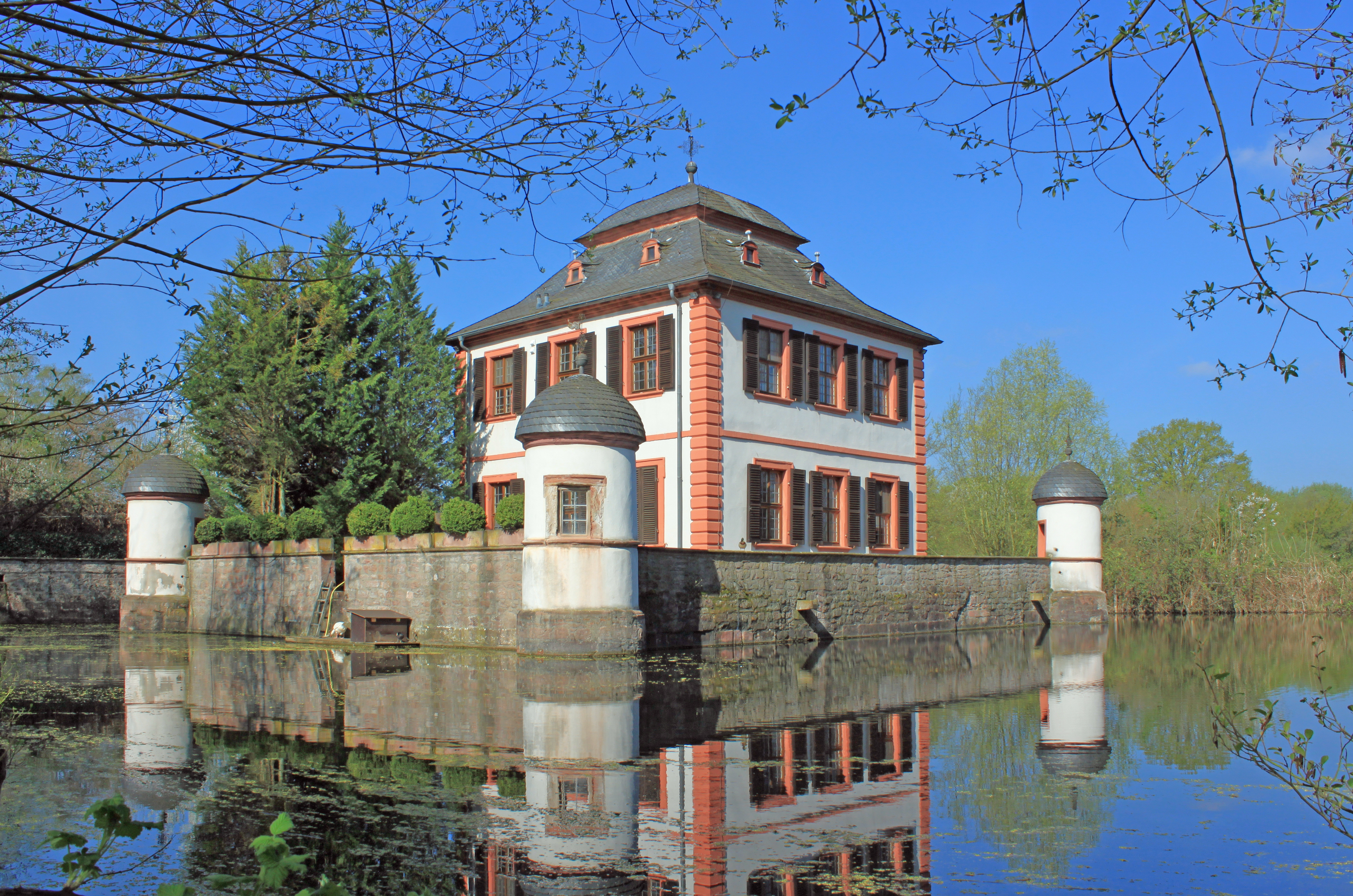
Wasserburg

1705 wurde die Wasserburg als Sommersitz der Äbte des Seligenstädter Klosters erbaut.
1791 wurde gegen Zahlung von 175 Gulden an den Kurfürsten die Leibeigenschaft aufgehoben.
1803 kam Klein-Welzheim mit Kurmainz und dessen Amt Seligenstadt zur Landgrafschaft Hessen-Darmstadt, die seit 1806 das Großherzogtum Hessen war.

### Verwaltungsseitige Zugehörigkeit
Bis 1821 nahm das Amt Seligenstadt Verwaltung und Rechtsprechung in Klein-Welzheim wahr. Mit der Verwaltungsreform im Großherzogtum Hessen in diesem Jahr wurden auch hier auf unterer Ebene Rechtsprechung und Verwaltung getrennt.
 Für die Verwaltung wurden Landratsbezirke geschaffen, die erstinstanzliche Rechtsprechung Landgerichten übertragen. Der Landratsbezirk Seligenstadt erhielt die Zuständigkeit für die Verwaltung unter anderem für das gleichzeitig aufgelöste Amt Seligenstadt. Durch verschiedene Verwaltungsreformen gehörte Klein-Welzheim dann ab
- 1832 zum Kreis Offenbach,
- 1848 zum Regierungsbezirk Darmstadt und
- 1852 wieder zum Kreis Offenbach. Dieser wurde 1939 in „Landkreis Offenbach“ umbenannt.[6]

Im Zuge der Gebietsreform in Hessen wurde Klein-Welzheim am 1. Januar 1977 nach erfolglosem Widerstand gemeinsam mit Froschhausen durch Landesgesetz nach Seligenstadt eingemeindet.

### Gerichtliche Zuständigkeit
Bei der Reform 1821 übernahm das Landgericht Steinheim die erstinstanzliche Rechtsprechung in Klein-Welzheim, die zuvor das Amt wahrgenommenen hatte. Der Sitz des Gerichts wurde zum 1. Juli 1835 nach Seligenstadt verlegt und die Bezeichnung in „Landgericht Seligenstadt“ geändert. Mit dem Gerichtsverfassungsgesetz von 1877 wurden Organisation und Bezeichnungen der Gerichte reichsweit vereinheitlicht. Zum 1. Oktober 1879 hob das Großherzogtum Hessen deshalb die Landgerichte auf. Funktional ersetzt wurden sie durch Amtsgerichte. So ersetzte das Amtsgericht Seligenstadt das Landgericht Seligenstadt.

### Nachkriegszeit
Die Nachkriegsentwicklung war dabei insbesondere mit dem langjährigen Bürgermeister der Gemeinde Klein-Welzheim, Jakob Hetzer (CDU) verbunden.
Durch Erschließung weiterer Baugebiete erreicht der Stadtteil im Jahre 2005 ca. 3000 Einwohner.
Die Gemeinde Klein-Welzheim ging 1972 eine Partnerschaft mit der niederländischen Gemeinde Wessem ein. Diese Partnerschaft wurde zunächst nach Gebietsreformen auf deutscher wie auch niederländischer Seite (Stadt Seligenstadt und Gemeinde Heel) fortgeführt, aber 2008 offiziell auf Wunsch der Gemeinde Maasgouw, in die Heel 2007 überging, beendet. Die „Wessemer Straße“ in Klein-Welzheim erinnert hieran.

### Einwohnerentwicklung
| Jahr       | Einwohnerzahl | Hauptwohnsitz | Nebenwohnsitz |
| 1823       | 370           |               |               |
| 1934       | 432           |               |               |
| 1939       | 1181          |               |               |
| 1961       | 1761          |               |               |
| 1970       | 2122          |               |               |
| 31.12.2009 | 3002          | 2822          | 180           |
| 31.12.2010 | 3059          | 2878          | 181           |
| 31.12.2011 | 3094          | 2927          | 167           |
| 31.12.2014 | 3124          | 2963          | 161           |
| 30.06.2015 | 3166          | 2968          | 198           |

## Religion
Die katholische Kirche St. Cyriakus wurde 1842/43 erbaut. Seit 1926 war die Pfarrei selbstständig. Im Jahr 2016 erfolgte die Rückführung in die Pfarrei St. Marcellinus und Petrus Seligenstadt.
Die evangelischen Christen in Klein-Welzheim gehören der evangelischen Kirchengemeinde Seligenstadt und Mainhausen an.

## Wappen und Flagge
Wappen

Blasonierung: „In Rot über einem silbernen Wels das silberne Mainzer Rad.“
Das Wappen wurde der Gemeinde Klein-Welzheim am 15. April 1953 durch den Hessischen Innenminister genehmigt. Gestaltet wurde es durch den Heraldiker Georg Massoth.
Dieses Ortswappen vereinigt das redende Zeichen des Welses mit dem Symbol der geschichtlichen Vergangenheit des Ortes, dem Mainzer Rad, da der ursprünglich dem Kloster Lorsch gehörige Ort mit diesem 1232 an Kurmainz fiel und bis zum Übergang an Hessen-Darmstadt im Jahre 1803 zum Erzbistum geh
Flagge
Die Flagge wurde der Stadt am 16. Januar 1954 durch das Hessische Innenministerium genehmigt und wird wie folgt beschrieben:
„Auf der weißen Mittelbahn des rot-weiß-roten Flaggentuches das Wappen der Gemeinde Klein-Welzheim.“

## Sehenswürdigkeiten

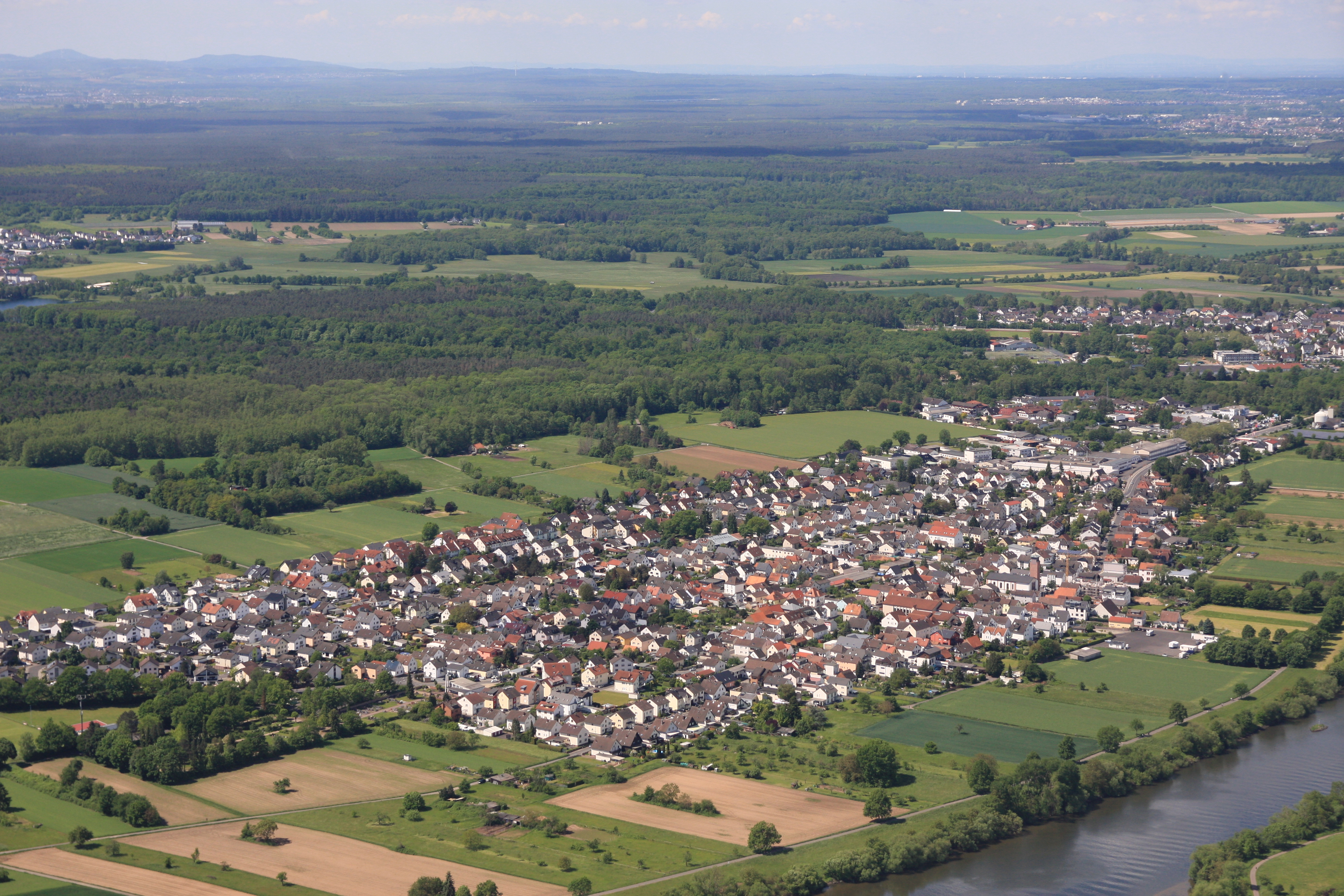
Klein-Welzheim von oben, 2021

Bei Klein-Welzheim befindet sich die Wasserburg Seligenstadt.